# Acte Claudia
Acte Claudia (PIR² C 1067) was de geliefde van de keizer Nero.

## Leven
Ze was vermoedelijk afkomstig uit de provincia Asia en kwam waarschijnlijk reeds als minderjarige slavin naar Rome. Daar kwam ze blijkbaar in het bezit van de princeps Claudius, die haar later vrijliet. Hoe haar relatie met hem was, is niet betuigd in de bronnen, maar zij verbleef kennelijk zelfs na Claudius' dood in het keizerlijk paleis, waar ze Nero leerde kennen, die een hevige liefde voor haar opvatte. Om haar verliet Nero, zeer tegen de zin van zijn moeder Julia Agrippina minor, zijn vrouw Claudia Octavia, die hij haatte. Toen Agrippina van deze verhouding hoorde, zou ze zo woedend zijn geweest, dat ze heftige scènes maakte bij haar zoon en deze affaire met alle middelen in haar macht trachtte te beëindigen. Terwijl zijn moeder tegen deze relatie was, werd ze door Nero's leraren Seneca en Burrus aangemoedigd om Agrippina's invloed op hem te breken.
Om de scandaleuze liefdesrelatie met Acte Claudia te legitimeren speelde Nero zelfs met de gedachte haar te huwen. Maar dit was in strijd met een wet uit de tijd van Augustus, die een huwelijk tussen vrijgelatenen en senatoren verbood. Dit gold des te meer voor Nero als princeps senatus ("eerste van de senaat"). Om deze wet te omzeilen verzon Nero een list. Door ze met geschenken te overladen wist hij een aantal invloedrijke mannen in hoge ambten voor zich te winnen, die bereid waren te zweren dat Acte Claudia van koninklijke geboorte was en in directe lijn van de Attaliden afstamde. Toen Nero echter rond 58 Poppaea Sabina leerde kennen, scheidde hij van zijn geliefde. Deze scheen hem echter trouw te zijn gebleven, daar slechts zij en twee minnen zich in 68 bekommerden om Nero's lijk en voor zijn begrafenis zorgden.
Nero schijnt Acte Claudia met geschenken te hebben overladen. Uitgestrekte stukken grond van haar in Puteoli en Velitrae zijn door inscripties betuigd. Daarnaast zijn verscheidene slaven van haar bekend. Vele van deze slaven zouden christenen zijn geweest. Dat ook Acte Claudia christen zou zijn geweest, wordt nergens vermeld en wordt in het huidige onderzoek eerder als onwaarschijnlijk beschouwd.

## In de literatuur
In de literatuur komt ze voor in de roman Acte van de Franse schrijver Alexandre Dumas uit 1838, in Nero. Ein Roman van de Duitse schrijver Ernst Eckstein uit 1889, en in de in 1896 verschenen roman Quo vadis? van de Poolse schrijver Henryk Sienkiewicz. Tevens komt zij voor in de roman Der falsche Nero van Lion Feuchtwanger.
In de historische stripreeks Murena van Jean Dufaux en Philippe Delaby speelt Acte een prominente rol in het tweede en derde deel van de serie. 

## Antieke bronnen
- Tacitus, Annales XIII 12, 46; XIV 2.
- Suetonius, Vita Neronis 28, 50.
- Cassius Dio, LXI 7.